# Hariss Harun
Hariss Harun (* 19. November 1990 in Singapur) ist ein singapurischer Fußballspieler.

## Karriere

### Verein
Hariss Harun stand von 2007 bis 2011 bei den Young Lions unter Vertrag. Die Young Lions sind eine U23-Mannschaft, die 2002 gegründet wurde. In der Elf spielen U23-Nationalspieler und auch Perspektivspieler. Ihnen soll die Möglichkeit gegeben werden, Spielpraxis in der ersten Liga, der Singapore Premier League, zu sammeln. Im Dezember 2011 wechselte er zum Ligakonkurrenten Singapore LionsXII. Die Lions waren ein Verein, der von 2012 bis 2015 in der höchsten Liga von Malaysia, der Malaysia Super League, spielte. 2013 feierte er mit dem Verein die Meisterschaft. 2014 wechselte er nach Malaysia zum Johor Darul Ta’zim FC. Der Verein aus Pasir Gudang spielte ebenfalls in der ersten Liga. Mit Johor feierte er 2014, 2015, 2016, 2018, 2019 und 2020 die malaysische Meisterschaft. Den Malaysia FA Cup gewann er mit Johor im Jahr 2016. Das Endspiel gegen den PKNS FC gewann man mit 2:1. Den Malaysia Cup gewann er 2019. Das Spiel gegen Kedah FA wurde mit 3:0 gewonnen. Fünfmal gewann er mit dem Verein den Piala Sumbangsih. Die Saison 2017 wurde er an Home United, einem Erstligisten aus Singapur, ausgeliehen. Für Home absolvierte er 20 Spiele in der ersten Liga. Nach Vertragsende bei Johor wechselte er im Mai 2021 zu den Lion City Sailors nach Singapur. Mit dem Verein feierte er am Ende der Saison die singapurische Meisterschaft. Im Februar 2022 gewann der mit den Sailors den Singapore Community Shield. Das Spiel gegen Albirex Niigata (Singapur) gewann man mit 2:1. Am Ende der Saison 2024/25 feierte er mit den Sailors die Meisterschaft. Am 18. Mai 2025 bestritt er mit den Sailors das Finale der AFC Champions League Two. Hier musste man sich im heimischen Bishan Stadium dem Sharjah FC mit 1:2 geschlagen geben. Am 31. Mai 2025 stand er mit den Sailors im Endspiel des Singapore Cup. Das Finale gegen die Tampines Rovers gewann man mit durch ein Tor von Bart Ramselaar mit 1:0.

### Nationalmannschaft
Hariss Harun spielt seit 2007 für die Nationalmannschaft von Singapur. Mit der Mannschaft nahm er 2012, 2016 und 2018 an der Südostasienmeisterschaft teil. 2012 wurde er mit der Mannschaft Südostasienmeister. Das Finale gegen Thailand gewann man mit 3:2. Am Ende der Saison 2023 feierte er mit den Sailores die Vizemeisterschaft. Am 9. Dezember 2023 stand er mit den Sailors im Finale des Singapore Cup. Hier besiegte man Hougang United mit 3:1. Am 4. Mai 2024 gewann er mit den Sailors den Singapore Community Shield. Das Spiel gegen Albirex Niigata (Singapur) wurde mit 2:0 gewonnen.

## Erfolge
Singapore LionsXII
- Malaysischer Meister: 2013

Johor Darul Ta’zim FC
- Malaysischer Meister: 2014, 2015, 2016, 2018, 2019, 2020
- Malaysia FA Cup: 2016
- Malaysia Cup: 2019
- Piala Sumbangsih: 2015, 2016, 2018, 2019, 2020, 2021

Lion City Sailors
- Singapurischer Meister: 2021, 2024/25
- Singapurischer Vizemeister: 2023
- Singapore Community Shield: 2022, 2024
- Singapore Cup-Sieger: 2023, 2025
- AFC Champions League Two: 2024/25 (Finalist)

## Auszeichnungen
Singapore Premier League
- Nachwuchsspieler des Jahres: 2010